# 日本ふるさと沈没
『日本ふるさと沈没』（にっぽんふるさとちんぼつ）は、2006年に徳間書店より発行された漫画アンソロジー（ISBN 4197701322）。
小松左京による小説『日本沈没』を下敷きにしたパロディ漫画を多数の漫画家が競作したもので、同年のリメイク映画のタイアップ企画。
帯には小松左京が「しかし、こんなふうには沈まん!!!」とコメントを寄せた。
収録されている作品のほとんどが、各執筆者の出身地（ふるさと）を取り上げたものとなっている。
小松左京の死去に際し、『小松左京に捧ぐ トリビュート日本沈没』と改題し、一部増補を含み再版された（ISBN 4199502769）。

## 執筆者および作品
- 吾妻ひでお - 「帰郷」
- あさりよしとお - 「沈没!」

作中に登場する「地殻DDプレート・テクニクス理論」は、「プレートテクトニクス理論」と、かつてTechnicsが開発したダイレクトドライブ方式レコードプレーヤーとを掛けた駄洒落。
- 唐沢なをき - 「登別沈没」
- 遠藤浩輝 - 「Sink←→Float(スレ違い)」
- 伊藤伸平 - 「所沢沈没」

田所博士に相当するキャラクターの名は「田所沢博士」、小野寺とともに女性。所沢ゆえに「となりのトトロ」をネタとしたギャグも登場する。
- 西島大介 - 「三鷹沈没」

三鷹市の玉川上水に入水した太宰治による「人間失格」を取り上げた静かな作品。
- 鶴田謙二 - 「沈没ラプソディー」
- 恋緒みなと - 「赤味噌沈没!?」
- 米村孝一郎 - 「続山海評判記」
- ひさうちみちお - 「京都沈没」
- トニーたけざき - 「ちんぼつニッポン」
- 空ヲ - 「古都消失」
- いしいひさいち - 「岡山沈没」
- 寺田克也 - 「しあわせな桃太郎」
- TONO - 「日本沈没大騒動」
- 宮尾岳 - 「発動!D-4計画」
- 安永航一郎 - 「日本沈没責任論」
- ヒロモト森一 - 「マンガ日本沈没」
- 幸田朋弘 - 「対馬残留」
- ロマのフ比嘉 - 「国ぬ国々 島ぬ島々」
- とり・みき - 「日本沈orz全国編」

1973年の映画版をネタとしたギャグが全編に連続的に登場する。

### 『小松左京に捧ぐ トリビュート日本沈没』で追加された内容
- 鶴田謙二・一色登希彦 - 「小松左京に捧ぐ 特典対談」
- とり・みき - 「小松左京追悼マンガ こうして私は小松左京の周りをウロチョロした」

## 初版発売時の特典
初版のカバーには「応募者全員サービス」として「劇場用(笑)BIGポスター」(表記まま)の応募券がついていた。ただし、サービスとはいっても無料ではなく、1,500円分の定額小為替の送付が必要であった。このサービスは2006年9月29日をもって締め切られている。